# Classe Song
La classe Song (code OTAN), ou Type 039, est une classe de sous-marins diesel-électrique pour la Marine chinoise.
Treize sous-marins ont été construits.